# Nelipyno
Nelipyno (ukrainisch Неліпино; russisch Нелепино Nelepino, slowakisch Nelipeno, Nelipino, ungarisch Hársfalva) ist ein Dorf in der ukrainischen Oblast Transkarpatien mit etwa 3500 Einwohnern.

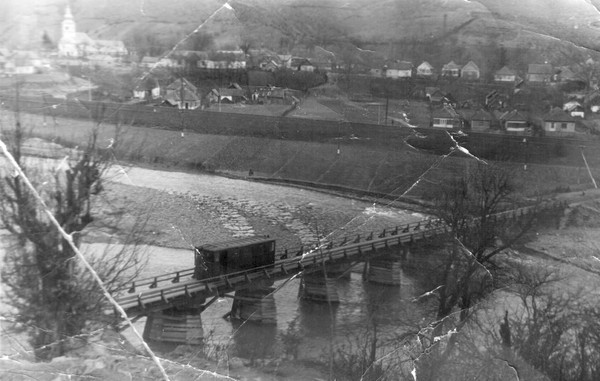
Nelipyno Anfang des 20. Jahrhunderts

## Geographie
Nelipyno liegt am Ufer der Latorica und an der Fernstraße M 06 (E 50/E 471). Das Dorf grenzt an den Nordosten der Stadt Swaljawa, das Oblastzentrum Uschhorod liegt 73 km westlich von Nelipyno.
Am 12. Juni 2020 wurde das Dorf zusammen mit 2 umliegenden Dörfern zum Zentrum der neu gegründeten Landgemeinde Nelipyno (Неліпинська сільська громада/Nelipynska silska hromada) im Rajon Mukatschewo. Bis dahin bildete es zusammen mit den Dörfern Sassiwka und Wowtschyj die Landratsgemeinde Nelipyno (Неліпинська сільська рада/Nelipynska silska rada) im Rajon Swaljawa.
Folgende Orte sind neben dem Hauptort Nelipyno Teil der Gemeinde:
| Name                     | Name       | Name                   | Name                 | Name                | Name    |
| ukrainisch transkribiert | ukrainisch | russisch               | slowakisch           | ungarisch           | deutsch |
| ------------------------ | ---------- | ---------------------- | -------------------- | ------------------- | ------- |
| Hankowyzja               | Ганьковиця | Ганьковица (Gankowiza) | Hankovice, Hankovica | Kisanna, Hánykovica | -       |
| Sassiwka                 | Сасівка    | Сасовка (Sassowka)     | Sasovka              | Szászóka            | -       |
| Wowtschyj                | Вовчий     | Волчий (Woltschi)      | Vlčí, Voči           | Vocsitelep          | -       |

## Geschichte
In dem 1430 erstmals schriftlich erwähnten Dorf gibt es eine seit 1755 bekannte Mineralwasser-Quelle, deren Wasser bis heute im Handel ist.
Nelipyno gehörte bis 1919 zur ungarischen Reichshälfte des Kaiserreichs Österreich-Ungarn und darauffolgend zur Karpato-Ukraine innerhalb der Tschechoslowakei. Mit der Annektierung kam das Dorf zwischen 1939 und 1945 erneut an Ungarn. Nach dem Zweiten Weltkrieg wurde Nelipyno 1946 Teil der Ukrainischen Sozialistischen Sowjetrepublik innerhalb der Sowjetunion und seit 1991 der unabhängigen Ukraine.